# Tanganyicia
Tanganyicia é um género de gastrópode da família Thiaridae.
Este género contém as seguintes espécies:
- Tanganyicia michelae (West, 1999)
- Tanganyicia rufofilosa (Smith, 1880)